# Любовное приключение
«Любовное приключение» (фр. Une aventure d'amour ) — роман французского писателя Александра Дюма-отца, опубликованный в 1859—1860 годах. Его действие происходит в современную автору эпоху.

## Сюжет и история текста
Роман представляет собой воспоминания Александра Дюма о знакомстве с венгерской актрисой Лиллой Бульовски в 1856 году. Автор помогает Лилле освоиться в парижских литературных кругах, а затем сопровождает её во время путешествия по Бельгии и Германии. Лилла замужем и верна своему супругу, поэтому все попытки Дюма сделать её своей любовницей заканчиваются неудачей. «Удивительно, какое неизведанное очарование я испытал в этой поездке, — пишет автор романа. — Это был первый раз, когда передо мной возникла эта странная ситуация: близость без обладания и знакомство без любви».
В состав романа включён и рассказ Дюма о его любовной связи 1836 года с «Марией Д.» — «одном из самых восхитительных воспоминаний» в его жизни. Возможно, речь здесь идёт об итальянской оперной певице Каролине Унгер.
Роман был впервые опубликован в 1859—1860 годах в газете Дюма Monte-Cristo. В 1862 году вышло отдельное издание.